# Игельстром, Александр Евстафьевич
Граф Александр Евстафьевич Игельстром (1770—1855) — генерал-майор Русской императорской армии, участник наполеоновских войн. Племянник генерал-аншефа О. А. Игельстрема, дядя декабриста К. Г. Игельстрома.

## Биография
Родился 21 июня (2 июля) 1770 года в имении Керрафен Эстляндской губернии дворян Игельстрёмов.
В десятилетнем возрасте был принят пажом ко двору императрицы Екатерины II и 7 сентября 1788 года пожалован в камер-пажи.
Был зачислен 10 января 1791 года в Преображенский лейб-гвардии полк с чином поручика, а в декабре того же года перевёлся секунд-майором в Киевский конно-егерский полк.
Принимал участие в польских событиях 1792 года; затем был прикомандирован к отряду прусского генерала Гётца и за проявленную храбрость в боях под Плоцком получил орден «Пур ле Мерит» (8 сентября 1794). Затем был переведён в корпус генерала Ивана Евстафьевича Ферзена, с которым воевал при Мацейовицах, и за отличия был удостоен ордена Святого Владимира 4-й степени с бантом.
За штурм Праги был пожалован в подполковники, а 24 декабря 1797 года произведён в полковники и 11 сентября 1798 был утверждён командиром Стародубовского кирасирского полка.
25 апреля 1799 года Игельстром был произведён в генерал-майоры и получил должность шефа Софийского кирасирского полка, но уже 9 июля был уволен со службы «за промедление в составлении полугодовых отчетов по полку».
После вторжения Наполеона в пределы Российской империи, Игельстром вернулся на службу и принял участие в ряде битв Отечественной войны 1812 года, за что был отмечен орденами Св. Владимира 3-й степени и Св. Анны 2-й степени, а также удостоен был «Высочайшего монаршего благоволения».
Затем принимал участие в заграничном походе русской армии (получил орден Св. Анны 1-й степени), однако болезнь на долгое время вывела его из строя.
С января 1814 года состоял по армии, а через два года поставлен руководить ремонтными кавалерийскими депо 1-й армии.
В 1825 году Игельстром был зачислен по кавалерии.
Получил почётную отставку 2 января 1836 года.
Умер 2 (14) мая 1855 года в Ревеле.